# Dama do Bling
Ivânnea da Silva Mudanisse, (Maputo, 25 de outubro de 1979), popularmente conhecida como Dama do Bling, é uma cantora, empresária e filantropa moçambicana.
Licenciada em Direito pela Universidade Eduardo Mondlane, nunca exerceu sua função, pois sempre foi apaixonada pela música. No início da carreira, juntamente com outros artistas moçambicanos, tais como Lizha James, Valdimiro José, Marllen, entre outros, destacou-se pela sua maneira extravagante e ousada de vestir e cantar, o que entrava em contraste com a cultura moçambicana.[carece de fontes?]
A sua irreverência lhe rendeu reconhecimento nacional. Com o nome artístico de Dama do Bling, seguiram-se outros sucessos, como "Boy", e participações na label Bang Entertaimnent.[carece de fontes?]

## Vida pessoal
A artista é casada e mãe de dois filhos e uma filha. É irmã do cantor moçambicano Hernâni da Silva.